# Tour de Californie 2007
La 2e édition du Tour de Californie (ou Amgen Tour of California) a eu lieu du 18 au 25 février 2007. La victoire finale a été remportée par L'Américain Levi Leipheimer (Discovery Channel).
L'épreuve fait partie de l'UCI America Tour 2007.

## Équipes et principaux coureurs présents

### Équipes
18 équipes composées de 8 coureurs participent au Tour de Californie : 9 formations ProTour, 3 équipes continentales professionnelles, 5 équipes continentales et 1 équipe nationale :
| Équipes ProTour - Crédit agricole - CSC - Discovery Channel - Gerolsteiner - Liquigas - Predictor-Lotto - Quick Step-Innergetic - Rabobank - T-Mobile | UCI Continentales Professionnelles - Health Net-Maxxis - Navigators Insurance - Slipstream-Chipotle UCI Continentales - BMC Racing - Colavita-Sutter Home-Cooking Light - Jelly Belly - Priority Health-Bissell - Toyota-United Équipe nationale - Équipe nationale des États-Unis |

## Les étapes
| Étape     | Date       | Villes étapes                 |  | Distance (km) | Vainqueur d’étape | Leader du classement général |
| --------- | ---------- | ----------------------------- |  | ------------- | ----------------- | ---------------------------- |
| Prologue  | 18 février | San Francisco                 |  | 3,1           | Levi Leipheimer   | Levi Leipheimer              |
| 1re étape | 19 février | Sausalito - Santa Rosa        |  | 155,7         | Graeme Brown      | Levi Leipheimer              |
| 2e étape  | 20 février | Santa Rosa - Sacramento       |  | 187,2         | Juan José Haedo   | Levi Leipheimer              |
| 3e étape  | 21 février | Stockton - San José           |  | 152,2         | Jens Voigt        | Levi Leipheimer              |
| 4e étape  | 22 février | Seaside - San Luis Obispo     |  | 215,2         | Paolo Bettini     | Levi Leipheimer              |
| 5e étape  | 23 février | Solvang                       |  | 23,5 (clm)    | Levi Leipheimer   | Levi Leipheimer              |
| 6e étape  | 24 février | Santa Barbara - Santa Clarita |  | 169,6         | Juan José Haedo   | Levi Leipheimer              |
| 7e étape  | 25 février | Long Beach                    |  | 124,7         | Iván Domínguez    | Levi Leipheimer              |

## Récit de la course

### Prologue
|    | Coureur            | Pays       | Équipe                  |    | Temps      |
| -- | ------------------ | ---------- | ----------------------- | -- | ---------- |
| 1  | Levi Leipheimer    | États-Unis | Discovery Channel       | en | 4 min 49 s |
| 2  | Jason Donald       | États-Unis | Slipstream-Chipotle     | +  | 1 s        |
| 3  | Ben Jacques-Maynes | États-Unis | Priority Health-Bissell |    | 5 s        |
| 4  | Rory Sutherland    | Australie  | Health Net-Maxxis       |    | 5 s        |
| 5  | Fabian Cancellara  | Suisse     | CSC                     |    | 6 s        |
| 6  | Adam Hansen        | Australie  | T-Mobile                |    | 6 s        |
| 7  | Mauricio Ardila    | Colombie   | Rabobank                |    | 7 s        |
| 8  | Hilton Clarke      | Australie  | Navigators Insurance    |    | 7 s        |
| 9  | George Hincapie    | États-Unis | Discovery Channel       |    | 8 s        |
| 10 | Benjamin Day       | Australie  | Navigators Insurance    |    | 8 s        |

|    | Coureur            | Pays       | Équipe                  |    | Temps      |
| -- | ------------------ | ---------- | ----------------------- | -- | ---------- |
| 1  | Levi Leipheimer    | États-Unis | Discovery Channel       | en | 4 min 49 s |
| 2  | Jason Donald       | États-Unis | Slipstream-Chipotle     | +  | 1 s        |
| 3  | Ben Jacques-Maynes | États-Unis | Priority Health-Bissell |    | 5 s        |
| 4  | Rory Sutherland    | Australie  | Health Net-Maxxis       |    | 5 s        |
| 5  | Fabian Cancellara  | Suisse     | CSC                     |    | 6 s        |
| 6  | Adam Hansen        | Australie  | T-Mobile                |    | 6 s        |
| 7  | Mauricio Ardila    | Colombie   | Rabobank                |    | 7 s        |
| 8  | Hilton Clarke      | Australie  | Navigators Insurance    |    | 7 s        |
| 9  | George Hincapie    | États-Unis | Discovery Channel       |    | 8 s        |
| 10 | Benjamin Day       | Australie  | Navigators Insurance    |    | 8 s        |

### 1reétape
|    | Coureur           | Pays             | Équipe            |    | Temps           |
| -- | ----------------- | ---------------- | ----------------- | -- | --------------- |
| 1  | Graeme Brown      | Australie        | Rabobank          | en | 4 h 17 min 19 s |
| 2  | Gregory Henderson | Nouvelle-Zélande | T-Mobile          | +  | m.t             |
| 3  | Allan Davis       | Australie        | Discovery Channel |    | m.t             |
| 4  | Thor Hushovd      | Norvège          | Crédit agricole   |    | m.t             |
| 5  | Fred Rodriguez    | États-Unis       | Predictor-Lotto   |    | m.t             |
| 6  | Stuart O'Grady    | Australie        | CSC               |    | m.t             |
| 7  | Peter Wrolich     | Autriche         | Gerolsteiner      |    | m.t             |
| 8  | Juan José Haedo   | Argentine        | CSC               |    | m.t             |
| 9  | Sébastien Hinault | France           | Crédit agricole   |    | m.t             |
| 10 | David Vitoria     | Suisse           | BMC Racing        |    | m.t             |

|    | Coureur            | Pays       | Équipe                  |    | Temps           |
| -- | ------------------ | ---------- | ----------------------- | -- | --------------- |
| 1  | Levi Leipheimer    | États-Unis | Discovery Channel       | en | 4 h 22 min 08 s |
| 2  | Jason Donald       | États-Unis | Slipstream-Chipotle     | +  | 1 s             |
| 3  | Ben Jacques-Maynes | États-Unis | Priority Health-Bissell |    | 5 s             |
| 4  | Rory Sutherland    | Australie  | Health Net-Maxxis       |    | 5 s             |
| 5  | Hilton Clarke      | Australie  | Navigators Insurance    |    | 5 s             |
| 6  | Fabian Cancellara  | Suisse     | CSC                     |    | 6 s             |
| 7  | George Hincapie    | États-Unis | Discovery Channel       |    | 6 s             |
| 8  | Adam Hansen        | Australie  | T-Mobile                |    | 6 s             |
| 9  | Mauricio Ardila    | Colombie   | Rabobank                |    | 7 s             |
| 10 | Benjamin Day       | Australie  | Navigators Insurance    |    | 8 s             |

### 2eétape
|    | Coureur           | Pays             | Équipe               |    | Temps           |
| -- | ----------------- | ---------------- | -------------------- | -- | --------------- |
| 1  | Juan José Haedo   | Argentine        | CSC                  | en | 4 h 40 min 39 s |
| 2  | Luca Paolini      | Italie           | Liquigas             | +  | m.t             |
| 3  | Thor Hushovd      | Norvège          | Crédit agricole      |    | m.t             |
| 4  | Allan Davis       | Australie        | Discovery Channel    |    | m.t             |
| 5  | Gerald Ciolek     | Allemagne        | T-Mobile             |    | m.t             |
| 6  | Graeme Brown      | Australie        | Rabobank             |    | m.t             |
| 7  | Gregory Henderson | Nouvelle-Zélande | T-Mobile             |    | m.t             |
| 8  | Iván Domínguez    | Cuba             | Toyota-United        |    | m.t             |
| 9  | Hilton Clarke     | Australie        | Navigators Insurance |    | m.t             |
| 10 | Paolo Bettini     | Italie           | Quick Step           |    | m.t             |

|    | Coureur            | Pays       | Équipe                  |    | Temps           |
| -- | ------------------ | ---------- | ----------------------- | -- | --------------- |
| 1  | Levi Leipheimer    | États-Unis | Discovery Channel       | en | 9 h 02 min 47 s |
| 2  | Jason Donald       | États-Unis | Slipstream-Chipotle     | +  | 1 s             |
| 3  | Ben Jacques-Maynes | États-Unis | Priority Health-Bissell |    | 5 s             |
| 4  | Rory Sutherland    | Australie  | Health Net-Maxxis       |    | 5 s             |
| 5  | Hilton Clarke      | Australie  | Navigators Insurance    |    | 5 s             |
| 6  | Fabian Cancellara  | Suisse     | CSC                     |    | 6 s             |
| 7  | George Hincapie    | États-Unis | Discovery Channel       |    | 6 s             |
| 8  | Adam Hansen        | Australie  | T-Mobile                |    | 6 s             |
| 9  | Mauricio Ardila    | Colombie   | Rabobank                |    | 7 s             |
| 10 | Benjamin Day       | Australie  | Navigators Insurance    |    | 8 s             |

### 3eétape
|    | Coureur            | Pays        | Équipe               |    | Temps           |
| -- | ------------------ | ----------- | -------------------- | -- | --------------- |
| 1  | Jens Voigt         | Allemagne   | CSC                  | en | 3 h 43 min 44 s |
| 2  | Levi Leipheimer    | États-Unis  | Discovery Channel    | +  | 0 s             |
| 3  | Christopher Horner | États-Unis  | Predictor-Lotto      |    | 0 s             |
| 4  | Robert Gesink      | Pays-Bas    | Rabobank             |    | 4 s             |
| 5  | Paolo Bettini      | Italie      | Quick Step           |    | 4 s             |
| 6  | Stuart O'Grady     | Australie   | CSC                  |    | 4 s             |
| 7  | Enrico Gasparotto  | Italie      | Liquigas             |    | 4 s             |
| 8  | Dmitriy Fofonov    | Kazakhstan  | Crédit agricole      |    | 4 s             |
| 9  | Bram de Groot      | Pays-Bas    | Rabobank             |    | 4 s             |
| 10 | Sergueï Lagoutine  | Ouzbékistan | Navigators Insurance |    | 4 s             |

|    | Coureur            | Pays        | Équipe               |    | Temps            |
| -- | ------------------ | ----------- | -------------------- | -- | ---------------- |
| 1  | Levi Leipheimer    | États-Unis  | Discovery Channel    | en | 12 h 46 min 25 s |
| 2  | Jens Voigt         | Allemagne   | CSC                  | +  | 3 s              |
| 3  | Rory Sutherland    | Australie   | Health Net-Maxxis    |    | 15 s             |
| 4  | Christopher Horner | États-Unis  | Predictor-Lotto      |    | 16 s             |
| 5  | Mauricio Ardila    | Colombie    | Rabobank             |    | 17 s             |
| 6  | Benjamin Day       | Australie   | Navigators Insurance |    | 18 s             |
| 7  | Ryder Hesjedal     | Canada      | Health Net-Maxxis    |    | 19 s             |
| 8  | Michael Rogers     | Australie   | T-Mobile             |    | 19 s             |
| 9  | Sergueï Lagoutine  | Ouzbékistan | Navigators Insurance |    | 20 s             |
| 10 | Stuart O'Grady     | Australie   | CSC                  |    | 20 s             |

### 4eétape
|    | Coureur         | Pays       | Équipe          |    | Temps           |
| -- | --------------- | ---------- | --------------- | -- | --------------- |
| 1  | Paolo Bettini   | Italie     | Quick Step      | en | 5 h 05 min 47 s |
| 2  | Gerald Ciolek   | Allemagne  | T-Mobile        | +  | m.t             |
| 3  | Juan José Haedo | Argentine  | CSC             |    | m.t             |
| 4  | Thor Hushovd    | Norvège    | Crédit agricole |    | m.t             |
| 5  | Graeme Brown    | Australie  | Rabobank        |    | m.t             |
| 6  | Stuart O'Grady  | Australie  | CSC             |    | m.t             |
| 7  | Henk Vogels     | Australie  | Toyota-United   |    | m.t             |
| 8  | Robert Förster  | Allemagne  | Gerolsteiner    |    | m.t             |
| 9  | Mathew Hayman   | Australie  | Rabobank        |    | m.t             |
| 10 | Fred Rodriguez  | États-Unis | Predictor-Lotto |    | m.t             |

|    | Coureur            | Pays        | Équipe               |    | Temps            |
| -- | ------------------ | ----------- | -------------------- | -- | ---------------- |
| 1  | Levi Leipheimer    | États-Unis  | Discovery Channel    | en | 17 h 52 min 12 s |
| 2  | Jens Voigt         | Allemagne   | CSC                  | +  | 3 s              |
| 3  | Rory Sutherland    | Australie   | Health Net-Maxxis    |    | 15 s             |
| 4  | Christopher Horner | États-Unis  | Predictor-Lotto      |    | 16 s             |
| 5  | Mauricio Ardila    | Colombie    | Rabobank             |    | 17 s             |
| 6  | Benjamin Day       | Australie   | Navigators Insurance |    | 18 s             |
| 7  | Ryder Hesjedal     | Canada      | Health Net-Maxxis    |    | 19 s             |
| 8  | Michael Rogers     | Australie   | T-Mobile             |    | 19 s             |
| 9  | Sergueï Lagoutine  | Ouzbékistan | Navigators Insurance |    | 20 s             |
| 10 | Stuart O'Grady     | Australie   | CSC                  |    | 20 s             |

### 5eétape
|    | Coureur               | Pays       | Équipe                  |    | Temps       |
| -- | --------------------- | ---------- | ----------------------- | -- | ----------- |
| 1  | Levi Leipheimer       | États-Unis | Discovery Channel       | en | 29 min 41 s |
| 2  | Jens Voigt            | Allemagne  | CSC                     | +  | 18 s        |
| 3  | Jason McCartney       | États-Unis | Discovery Channel       |    | 25 s        |
| 4  | Fabian Cancellara     | Suisse     | CSC                     |    | 37 s        |
| 5  | George Hincapie       | États-Unis | Discovery Channel       |    | 40 s        |
| 6  | Bobby Julich          | États-Unis | CSC                     |    | 42 s        |
| 7  | Christian Vande Velde | États-Unis | CSC                     |    | 57 s        |
| 8  | Stuart O'Grady        | Australie  | CSC                     |    | 1 min 00 s  |
| 9  | Ivan Basso            | Italie     | Discovery Channel       |    | 1 min 03 s  |
| 10 | Ben Jacques-Maynes    | États-Unis | Priority Health-Bissell |    | 1 min 14 s  |

|    | Coureur               | Pays       | Équipe               |    | Temps            |
| -- | --------------------- | ---------- | -------------------- | -- | ---------------- |
| 1  | Levi Leipheimer       | États-Unis | Discovery Channel    | en | 18 h 20 min 52 s |
| 2  | Jens Voigt            | Allemagne  | CSC                  | +  | 21 s             |
| 3  | Jason McCartney       | États-Unis | Discovery Channel    |    | 54 s             |
| 4  | Bobby Julich          | États-Unis | CSC                  |    | 1 min 06 s       |
| 5  | Stuart O'Grady        | Australie  | CSC                  |    | 1 min 20 s       |
| 6  | Christian Vande Velde | États-Unis | CSC                  |    | 1 min 24 s       |
| 7  | Michael Rogers        | Australie  | T-Mobile             |    | 1 min 34 s       |
| 8  | Benjamin Day          | Australie  | Navigators Insurance |    | 1 min 38 s       |
| 9  | Franco Pellizotti     | Italie     | Liquigas             |    | 1 min 41 s       |
| 10 | Ryder Hesjedal        | Canada     | Health Net-Maxxis    |    | 1 min 57 s       |

### 6eétape
|    | Coureur           | Pays             | Équipe                             |    | Temps           |
| -- | ----------------- | ---------------- | ---------------------------------- | -- | --------------- |
| 1  | Juan José Haedo   | Argentine        | CSC                                | en | 3 h 56 min 04 s |
| 2  | Gregory Henderson | Nouvelle-Zélande | T-Mobile                           | +  | m.t             |
| 3  | Paolo Bettini     | Italie           | Quick Step                         |    | m.t             |
| 4  | Thor Hushovd      | Norvège          | Crédit agricole                    |    | m.t             |
| 5  | Fred Rodriguez    | États-Unis       | Predictor-Lotto                    |    | m.t             |
| 6  | Robert Förster    | Allemagne        | Gerolsteiner                       |    | m.t             |
| 7  | Luca Paolini      | Italie           | Liquigas                           |    | m.t             |
| 8  | Alex Candelario   | États-Unis       | Jelly Belly                        |    | m.t             |
| 9  | Alejandro Acton   | Argentine        | Colavita-Sutter Home-Cooking Light |    | m.t             |
| 10 | Russell Downing   | Royaume-Uni      | Health Net-Maxxis                  |    | m.t             |

|    | Coureur               | Pays       | Équipe               |    | Temps            |
| -- | --------------------- | ---------- | -------------------- | -- | ---------------- |
| 1  | Levi Leipheimer       | États-Unis | Discovery Channel    | en | 22 h 17 min 56 s |
| 2  | Jens Voigt            | Allemagne  | CSC                  | +  | 21 s             |
| 3  | Jason McCartney       | États-Unis | Discovery Channel    |    | 54 s             |
| 4  | Bobby Julich          | États-Unis | CSC                  |    | 1 min 06 s       |
| 5  | Stuart O'Grady        | Australie  | CSC                  |    | 1 min 16 s       |
| 6  | Christian Vande Velde | États-Unis | CSC                  |    | 1 min 24 s       |
| 7  | Michael Rogers        | Australie  | T-Mobile             |    | 1 min 32 s       |
| 8  | Benjamin Day          | Australie  | Navigators Insurance |    | 1 min 38 s       |
| 9  | Franco Pellizotti     | Italie     | Liquigas             |    | 1 min 41 s       |
| 10 | Ryder Hesjedal        | Canada     | Health Net-Maxxis    |    | 1 min 57 s       |

### 7eétape
|    | Coureur         | Pays       | Équipe          |    | Temps           |
| -- | --------------- | ---------- | --------------- | -- | --------------- |
| 1  | Iván Domínguez  | Cuba       | Toyota-United   | en | 2 h 39 min 28 s |
| 2  | Graeme Brown    | Australie  | Rabobank        | +  | m.t             |
| 3  | Gerald Ciolek   | Allemagne  | T-Mobile        |    | m.t             |
| 4  | Luca Paolini    | Italie     | Liquigas        |    | m.t             |
| 5  | Robert Förster  | Allemagne  | Gerolsteiner    |    | m.t             |
| 6  | Thor Hushovd    | Norvège    | Crédit agricole |    | m.t             |
| 7  | Fred Rodriguez  | États-Unis | Predictor-Lotto |    | m.t             |
| 8  | Henk Vogels     | Australie  | Toyota-United   |    | m.t             |
| 9  | Brice Jones     | États-Unis | Jelly Belly     |    | m.t             |
| 10 | Juan José Haedo | Argentine  | CSC             |    | m.t             |

|    | Coureur               | Pays       | Équipe               |    | Temps            |
| -- | --------------------- | ---------- | -------------------- | -- | ---------------- |
| 1  | Levi Leipheimer       | États-Unis | Discovery Channel    | en | 24 h 57 min 24 s |
| 2  | Jens Voigt            | Allemagne  | CSC                  | +  | 21 s             |
| 3  | Jason McCartney       | États-Unis | Discovery Channel    |    | 54 s             |
| 4  | Bobby Julich          | États-Unis | CSC                  |    | 1 min 06 s       |
| 5  | Stuart O'Grady        | Australie  | CSC                  |    | 1 min 16 s       |
| 6  | Christian Vande Velde | États-Unis | CSC                  |    | 1 min 24 s       |
| 7  | Michael Rogers        | Australie  | T-Mobile             |    | 1 min 32 s       |
| 8  | Benjamin Day          | Australie  | Navigators Insurance |    | 1 min 38 s       |
| 9  | Franco Pellizotti     | Italie     | Liquigas             |    | 1 min 41 s       |
| 10 | Ryder Hesjedal        | Canada     | Health Net-Maxxis    |    | 1 min 57 s       |

### Classement général
|    | Cycliste              | Pays       | Équipe               |    | Temps            |
| -- | --------------------- | ---------- | -------------------- | -- | ---------------- |
| 1  | Levi Leipheimer       | États-Unis | Discovery Channel    | en | 24 h 57 min 24 s |
| 2  | Jens Voigt            | Allemagne  | CSC                  | +  | 21 s             |
| 3  | Jason McCartney       | États-Unis | Discovery Channel    |    | 54 s             |
| 4  | Bobby Julich          | États-Unis | CSC                  |    | 1 min 06 s       |
| 5  | Stuart O'Grady        | Australie  | CSC                  |    | 1 min 16 s       |
| 6  | Christian Vande Velde | États-Unis | CSC                  |    | 1 min 24 s       |
| 7  | Michael Rogers        | Australie  | T-Mobile             |    | 1 min 32 s       |
| 8  | Benjamin Day          | Australie  | Navigators Insurance |    | 1 min 38 s       |
| 9  | Franco Pellizotti     | Italie     | Liquigas             |    | 1 min 41 s       |
| 10 | Ryder Hesjedal        | Canada     | Health Net-Maxxis    |    | 1 min 57 s       |

### Classements annexes
|   | Cycliste        | Pays      | Équipe          | Points |
| - | --------------- | --------- | --------------- | ------ |
| 1 | Juan José Haedo | Argentine | CSC             | 44     |
| 2 | Graeme Brown    | Australie | Rabobank        | 41     |
| 3 | Thor Hushovd    | Norvège   | Crédit agricole | 36     |

|   | Cycliste            | Pays       | Équipe                | Points |
| - | ------------------- | ---------- | --------------------- | ------ |
| 1 | Christophe Laurent  | France     | Crédit agricole       | 28     |
| 2 | Jurgen Van de Walle | Belgique   | Quick Step-Innergetic | 25     |
| 3 | Thomas Peterson     | États-Unis | Slipstream-Chipotle   | 16     |

|   | Cycliste        | Pays       | Équipe              |    | Temps            |
| - | --------------- | ---------- | ------------------- | -- | ---------------- |
| 1 | Robert Gesink   | Pays-Bas   | Rabobank            | en | 25 h 00 min 14 s |
| 2 | Matthew Lloyd   | Australie  | Predictor-Lotto     | +  | 41 s             |
| 3 | Thomas Peterson | États-Unis | Slipstream-Chipotle |    | 53 s             |

|   | Équipe            | Pays       |    | Temps            |
| - | ----------------- | ---------- | -- | ---------------- |
| 1 | CSC               | Danemark   | en | 74 h 54 min 41 s |
| 2 | Discovery Channel | États-Unis | +  | 2 min 19 s       |
| 3 | T-Mobile          | États-Unis |    | 3 min 20 s       |

## Évolution des classements
| Étape              | Vainqueur          | Classement général | Classement du meilleur sprinteur | Classement de la montagne | Classement du meilleur jeune | Classement par équipes | Courageux du jour   |
| ------------------ | ------------------ | ------------------ | -------------------------------- | ------------------------- | ---------------------------- | ---------------------- | ------------------- |
| P                  | Levi Leipheimer    | Levi Leipheimer    | Non décerné                      | Brian Sheedy              | Taylor Tolleson              | Discovery Channel      | Non décerné         |
| 1                  | Graeme Brown       | Levi Leipheimer    | Allan Davis                      | Thomas Peterson           | Taylor Tolleson              | Discovery Channel      | Jurgen Van de Walle |
| 2                  | Juan José Haedo    | Levi Leipheimer    | Allan Davis                      | Thomas Peterson           | Taylor Tolleson              | Discovery Channel      | Christophe Laurent  |
| 3                  | Jens Voigt         | Levi Leipheimer    | Allan Davis                      | Thomas Peterson           | Matthew Lloyd                | CSC                    | Jens Voigt          |
| 4                  | Paolo Bettini      | Levi Leipheimer    | Juan José Haedo                  | Christophe Laurent        | Matthew Lloyd                | CSC                    | Alejandro Acton     |
| 5                  | Levi Leipheimer    | Levi Leipheimer    | Juan José Haedo                  | Christophe Laurent        | Robert Gesink                | CSC                    | Non décerné         |
| 6                  | Juan José Haedo    | Levi Leipheimer    | Juan José Haedo                  | Christophe Laurent        | Robert Gesink                | CSC                    | Stuart O'Grady      |
| 7                  | Iván Domínguez     | Levi Leipheimer    | Juan José Haedo                  | Christophe Laurent        | Robert Gesink                | CSC                    | Danny Pate          |
| Classements finals | Classements finals | Levi Leipheimer    | Juan José Haedo                  | Christophe Laurent        | Robert Gesink                | CSC                    | n/a                 |